# Секс-туризам
Секс-туризам је пракса путовања у иностране земље, често на другом континенту, са циљем упуштања у сексуалну активност или везе уз замену за новац или подршку у стилу живота. Ова пракса преовладава у земљама где је сексуални рад законит. Светска туристичка организација Уједињених нација је признала да је ова индустрија организована и унутар и ван структурираних закона и мрежа које су створили.
Секс-туризам се обично сматра транснационалним изазовом, пошто се сматра да циља маргинализоване демографске групе у земљама у развоју, као што су земље у Америци или jугоисточној Азији. Главне етичке забринутости произилазе из: економског размака између туриста и становника, сексуалног трафикинга деце и жена и особа које злоупотребљавају могућност упуштања у везе са малолетницима. Ове групе и особе подлежу страним законима о проституцији у правној надлежности одредишта, што обично води до злоупотребе и злослућа. Сексуалне активности у које су укључени малолетници су скоро универзално неконсензуалне и илегалне.
Секс-туризам је познат као индустрија вредна милијарде долара која глобално подржава радну снагу која се процењује на милионе, при чему профитирају сервисне индустрије као што су ваздухопловство, такси, ресторани и хотели. Већина секс-туризма укључује мушкарце који путују из земаља Северне хемисфере у земље Јужне хемисфере, као што су источна и југоисточна Азија и Латинска Америка. Иако је много ређи, такође постоји и женски секс-туризам.

## Правни проблеми
Ова одређена индустрија сексуалног рада је доминантан разлог за светска путовања и веома је профитабилна. Тржиште може постати изузетно експлоатативно и неморално злоупотребљено јер туристи су мотивисани да се упусте у сексуално понашање због непроверљивог карактера и недостатка контроле спровођења закона, посебно у вези с приступачношћу малолетницима.
Етичка питања се појављују усред ситуација у којима учествују обе стране; многи сексуални радници потичу из средина ниског доходка, обично смештеним у неразвијеним друштвима чији једини начин да остваре основне потребе је да се укључе у сексуалне услуге. Иако сексуални радници могу добровољно учествовати у индустрији, постоји јасна разлика између принуде у међународном трговању људима и сексуалног туризма који експлоатише лимитиране опције зараде за локалне житеље са ниским сoциoекономским статусом.
Власт и органи реда често не дају приоритет контроли проституције и трговине људима. На пример, у Камбоџи, власти су раније занемаривале туристе који ступају у сексуалне односе с камбоџанским адолесцентима.
Појединци нису изузети од кривичног гоњења. Секс-туризам, како га препознаје CDC ( Центар за контролу и превенцију болести), подржава трговину људима и ропство. Чак и ако је проституција легална у некој земљи или региону, трговина људима, сексуални односи с малолетницима и дечија порнографија скоро су универзално криминални по својој природи и појединци ухваћени у кршењу ових закона могу бити гоњени. Грађани било које стране земље морају се придржавати закона земље у којој имају држављанство, као и локалних закона земље коју посећују, укључујући законе о пристанку.

## Демографија
Демографија укључује: секс-туризам жена (жене које траже мушкарце), мушкараце који траже мушкарце, одрасле који траже децу и мушкарце који траже жене. Секс-туристи обично дођу из земаља западног света, али могу доћи и из других земаља. Најчешће дестинације за ове секс-туристе су посете мање економски развијеним земљама у Азији, као што су: Тајланд, Филипини, Вијетнам, Камбоџа, Непал, као и земље у Централној и Јужној Америци, као што су Мексико или Бразил.
Студија коју је провела непрофитна јавна благотворна организација ПроКон открила је проценат мушкараца који су платили за секс бар једном у свом животу, између 1994. и 2010. године. Највише стопе налазиле су се у Камбоџи, где је између 59 и 80% мушкараца платило за секс бар једном. Тајланд је био на другом месту с процењеним 75% мушкараца, за њим је ишла Италија са 16,7–45%, Шпанија с 27–39%, Јапан са 37%, Холандија с 13,5–21,6%, и Сједињене Америчке Државе с 15,0–20,0%.
Изазови у прикупљању података омело је проналажење тачног броја особа које раде у индустрији секс-туризма. Процене показују да има 24,9 милиона жртава које су заробљене у савременом ропству, од којих су 4,8 милиона (око 19%) сексуално експлоатисани. Процењује се да су око 21% укупних жртава комерцијалне сексуалне експлоатације деца, према проценама Државног секретаријата САД-а, преко милион деце се трафикује за секс широм света. Индустрија секс-туризма често лови на најугроженије, потенцијално објашњавајући зашто су деца и жене више склоњени да буду приморани у ову индустрију.

## Културолошки ставови
На глобалном нивоу, културни ставови према секс-туризму могу се видети као различити. У мање развијеним земљама, на пример породице у сиромашним сеоским областима могу продају своју децу људским трговцима, који ће одвести децу у велике градове да раде у секс индустрији. На Тајланду, на пример, жене ће подржати своје супружнике постајући секс раднице. Рад у секс индустрији, посебно у мање развијеним земљама, често се може сматрати одговарајућим извором прихода доступним за боравак породицама из нископриходних средина.
Културни ставови о секс-туризму у високоразвијеним земљама, као што је Аустралија, где је трговина сексом илегална и под јаким надзором, могу понудити различиту перспективу у поређењу са земљама мањег развоја. У таквим земљама, попут Тасманије и Новог Јужног Велса, бордели су још увек присутни где људи могу размењивати новац за секс. Недавна истраживања сугеришу да се трговина сексом још увек дешава у Аустралији, искоришћавајући угроженост појединца и породица из сиромашнијих средина.
Мушки туристи, понекад познати као секспати (експатријат + секс-туриста), придружују се онлајн заједницама где деле савете о дестинацијама, иако то није међу најчешћим случајевима. Постоји категорија „доживљаја девојке” (girlfriend experience) која, у неким случајевима, може да се развије у емотивни однос.
Општи ставови према сексуалном раду су комплексни и често се сматрају контроверзнима. Многе земље из којих долазе туристи могу имати строже ставове према сексуалним услугама. Често се дешава да мушкарци који путују у потрази за плаћеним сексом то раде зато што је много теже упустити се у сексуални рад у својим земљама. Додатно, у неким земљама, као што су Камбоџа и Тајланд, ова пракса се сматра уобичајеном, и мушкарци који не учествују у комерцијалном сексу могу бити сматрани необичнима од стране својих вршњака.
Социолози са Универзитета у Лестеру су спровели истраживање за Савет за економска и социјална истраживања и кампању за окончање дечје проституције и трговине људима, које је интервјуисало преко 250 сексуалних туриста са Кариба. Међу њиховим налазима били су:
- Предрасуде о раси и полу утицале су на мишљења туриста.
- Неразвијене земље се сматрају културно другачијим, па је у разумевању западних туриста експлоатација или мушка доминација над женама без последица или стигме каква постоји у њиховим матичним земљама.

Упркос великом интересовању за сексуални туризам међу теоретичарима, детаљне студије културних ставова су ретке, без обзира на све већу доступност групних студија у протекле три деценије.

## Економске и политичке импликације
Сексуални туризам има импликације за све укључене нације. Економски, туристички сектори земаља дестинације подстичу сексуални туризам. Он привлачи богате појединце јефтиним, без стигме сексуалним активностима и стимулише економију сиромашнијих нација. Ова врста сексуалног рада осигурава константан прилив прихода у економије земаља у развоју.
У чланку објављеном од стране Универзитета у Чикагу, аргументује се да промоција сексуалног туризма задовољава туристе привлачењем расних и етничких стереотипа. Ово, заузврат, ствара етичке и политичке импликације, јер колонијални и традиционални ставови појачавају неједнакост међу групама. Држава игра виталну улогу у овој интеракцији, јер владе стварају финансијски мотивисане препреке када се од њих тражи да формулишу прогресивнију и етички прихватљивију политику.
Рад у сексуалној индустрији може донети више зараде него посао у формалном сектору и може подстаћи ангажовање у овој индустрији код оних који покушавају постићи много бољи квалитет живота. Ова економска искушења често могу довести до сексуалне експлоатације деце. Младе девојке и адолесцентне жене су међу најчешћим жртвама продаје у ропство или превоза преко националних граница како би радиле у комерцијалној сексуалној индустрији.

## Геј секс-туризам
Индустрија сексуалног туризма нуди тржиште за гејеве, бисексуалце и би-знатжељне туристе. Студије предлажу да геј сексуални туризам има сличне мотиве као и не-геј сексуални туризам. Ове студије наглашавају да „слободно време и одмор имају посебан значај за геј мушкарце, јер им пружају прилику да конструишу, потврде и/или измене своју сексуалну идентитету”.
Популарна тржишта за геј сексуални туризам може се наћи на Гран Канарији, Сардинији, Сицилији и Фајер Ајланду. Слично као и на тржиштима хетеросексуалног сексуалног туризма, неки договори могу бити финансијски, док други могу бити различити. Различити места имају различите начине идентификовања интересовања за овакве договоре. На пример, у Рио де Жанеиру, Бразилу, геј сексуални туризам постао је популаран нишни маркет. Радници тамо се зову „Мишеш”и истичу се носећи светло плаве пешкире и често раде у саунама.

## Хотели за одрасле
Последњих година, одрасли хотели постали су популарна алтернатива за путнике који желе да искусе консензуални секс у иностранству, избегавајући етичке проблеме плаћених сексуалних активности. Ови хотели се карактеришу као безбедни, консензуални простори са сексуално позитивном природом, где су сви изрази пола, оријентације и веза без притиска. Овакви хотели се најчешће налазе у Мексику и Карибима. Неки од њих су ризорти где је ношење одеће опционално, и путници могу да се сретну и користе „собама за игру”.

## Дечији секс-туризам
Неки туристи путују са намером да ступе у сексуални однос с децом. Како је то незаконитко у већини земаља, верује се да ова индустрија укључује око 2 милиона деце широм света. Сматра се да Тајланд има највећи број деце која се користе у секс-туризму, а након Тајланда Бразил.
„Туристи немају специфичне преференције за децу као сексуалне партнере, већ користе ститацију у којој се она налазе како би их сексуално експлоатисали. Углавном је случај да ови људи долазе из богатијих држава( богатијег града или регије унутар државе) у мање развијене земље, где су лошији економски услови, повољни девизни курс за путника и релативна анонимност кључни фактори који утичу на њихово понашање и секс-туризам."
Како би се искоренила ова пракса, многе земље су донеле законе који омогућавају гоњење њихових држављана за злостављање деце које се дешава ван њихове територије, чак и  ако то није противзаконито у држави у којој се догодио инцидент. То је видљиво у САД, унутар Закона о заштити Сједињених Држава. У Уједињеном Краљевству Закон о сексуалним преступницима из 2003. дозвољава гоњење британских држављана у британским судовима који почине сексуалне преступе према деци док се налазе у иностранству, овај закон је коришћен за гоњење Richarda Hucklea 2016. године. У Ирској, Закон о кривичном праву (сексуални преступи) из 2017. даје глобалну надлежност тужиоцима за сексуалне преступе против деце који су почињени изван државе, и коришћен је за гоњење Kieran Creaven-а за сексуалне радње са дететом и производњу дечије порнографије на Филипинима 2021. Кодекс понашања за сексуалну експлоатацију деце на путовањима и туризму међународна је организација састављена од чланова из туристичке индстрије и експерата за дечија права с намером да искорени  праксу дечијег секс-туризма.
УНИЦЕФ примећује да се сексуална активност често сматра приватном ствари, због чега заједнице оклевају да реагују и интервенишу у случајевима сексуалне експлоатације. Овакви ставови чине децу далеко више рањивијом. Већина екполатације деце догађа се као резултат њихове њиховог укључивања у трговину одраслима, где су изложени експлоатацији од стране локалног становништва и сексуалних туриста. Интернет пружа ефикасан глобални алат за умрежавање појединаца како би делили информације о дестинацијама и набавкама.
У случајевима који укључују децу, САД имају релативно стриктне домаће законе који везују сваког америчког држављанина који путује у иностранство са намером да обавља незаконите активности с малолетницима. Од 2009. године секс-туризам и трговина људима остају индустрије које се брзо развијају.

## Регулација
Прописи и владине мере могу имати позитиван утицај на заједницу. Сматра се да би декриминализацијом проституције, влада могла да заштити сексуалне раднике под законе о раду који су доступни радницима у другим областима. На пример, у Холандији, сексуални радници имају приступ неограниченом бесплатном тестирању на полно преносиве инфекције.
Криминализација послова који су повезани са сексом ствара већу рањивост радника на ХИВ, повећавајући стигму и дискриминацију. Сматра се да осуда према сексуалним радницима унутар здравствене заједнице представља баријеру за приступ редовној и информисаној нези.

## Противљење
Један од главних извора противљења секс-туризму је дечји секс-туризам. Овај чин је међународно дефинисан као путовање ради секса са особом млађом од 18 година. Пример тога би био када туристи из богатих земаља користе легалну проституцију, нижу старосну границу пристанка и недостатак закона о екстрадицији како би имали секс са малолетницима у страним земљама. Развијене нације са конзервативнијим ставовима о сексуалности могу обезбедити стални ток туриста који подржавају индустрију секс-туризма. Организације за људска права и владе тврде да овај образац ствара подстицај за трговину децом и кршење дечјих права.
Противљења секс-туризму такође проистичу из забринутости око трговине женама. Канцеларија Уједињених нација за дрогу и криминал сматра трговину женама и децом централним проблемом у свом приступу транснационалном криминалу. Глобални извештај Уједињених нација о трговини људима наводи да жене „чине велику већину” жртава трговине људима ради сексуалне експлоатације широм света. Такође примећују да жене чине релативно велики део починилаца у трговини људима, око 30% осуђених трговаца људима су жене. Може се видети да су жене које се укључе у трговину људима често биле жртве трговине сексом и сексуалне експлоатације саме.
Сви ови фактори могу допринети дебати о људским правима и њиховим везама са сек- туризмом. Индустрија секс-туризма приказује глобални поглед на сексуалну експлоатацију и недостатак бриге за права и достојанство сексуалних радника. Може се тврдити да кроз растућу међународну порно индустрију долази до нормализације проституције и повећања експлоатације .